# Philosophie (émission de télévision)
 (octobre 2022).
Si vous disposez d'ouvrages ou d'articles de référence ou si vous connaissez des sites web de qualité traitant du thème abordé ici, merci de compléter l'article en donnant les références utiles à sa vérifiabilité et en les liant à la section « Notes et références ».
Pour les articles homonymes, voir Philosophie (homonymie).
Philosophie est une émission télévisée de vulgarisation de la philosophie, diffusée sur Arte depuis le 19 octobre 2008 et présentée par Raphaël Enthoven.
Chaque numéro, d'une durée de 26 minutes, prend la forme d'un dialogue entre l'animateur et un philosophe invité. La particularité de cette émission est qu'elle est réalisée en plan-séquence, c'est-à-dire avec une unique caméra qui suit les invités durant toute l'émission. Il n'y a donc pas de montage, excepté le rajout de textes ou d'un fond sonore à l'écran.
Elle est réalisée par Philippe Truffault et coproduite par Arte France et A Prime Groupe.

## Diffusion
L'émission est programmée chaque dimanche en début d'après-midi:
- en 2008, à 13h (avec rediffusion dans la nuit du mercredi au jeudi suivant, puis le lundi suivant à 11h30) ;
- en 2009, à 12h30 (avec rediffusion le lendemain aux alentours de 11h30 et le surlendemain aux alentours de 7h puis au cours de la nuit suivante) ;
- en 2010, à 13h30 (avec rediffusion le mardi suivant à 7h, le jeudi suivant à 7h30 et dans la nuit du samedi au dimanche suivant) ;
- en 2011, à 13h30 (avec rediffusion dans la nuit du samedi au dimanche suivant) ;
- en 2012, à 13h (avec rediffusion le samedi suivant à 6h45) ;
- en 2013, à 13h (avec rediffusion la nuit suivante) ;
- en 2014, à 12h30 (avec rediffusion la nuit suivante) ;
- en 2015, à 12h30 (avec rediffusion la nuit suivante).

Elle est également disponible sur le site web d'Arte pendant les sept jours suivant sa diffusion à l'antenne.

## Épisodes
Ne sont indiquées que les semaines où le numéro est inédit.

### Saison 1: 2008
| N° | Titre          | Invité(e)        | Diffusion originale |
| -- | -------------- | ---------------- | ------------------- |
| 1  | Pouvoir        | Céline Spector   | 19 octobre 2008     |
| 2  | Mélange        | Vincent Cespedes | 28 octobre 2008     |
| 3  | Responsabilité | Gérôme Truc      | 2 novembre 2008     |
| 4  | Laideur        | Gwenaëlle Aubry  | 9 novembre 2008     |
| 5  | Mélancolie     | Frédéric Gabriel | 16 novembre 2008    |
| 6  | Corps          | Marion Richez    | 23 novembre 2008    |
| 7  | Visage         | Dan Arbib        | 30 novembre 2008    |
| 8  | Inspiration    | Marianne Massin  | 7 décembre 2008     |

### Saison 2: 2009
| N° | #  | Titre       | Invité(e)            | Diffusion originale |
| -- | -- | ----------- | -------------------- | ------------------- |
| 9  | 1  | Amitié      | Dimitri El Murr      | 4 janvier 2009      |
| 10 | 2  | Musique     | Dorian Astor         | 18 janvier 2009     |
| 11 | 3  | Bétise      | Alain Roger          | 8 février 2009      |
| 12 | 4  | Émotion     | Mériam Korichi       | 22 février 2009     |
| 13 | 5  | Travail     | Michela Marzano      | 1er mars 2009       |
| 14 | 6  | Amour       | Nicolas Grimaldi     | 15 mars 2009        |
| 15 | 7  | Mort        | Charles Pépin        | 22 mars 2009        |
| 16 | 8  | Identité    | Élise Marrou         | 12 avril 2009       |
| 17 | 9  | Imagination | Cynthia Fleury       | 3 mai 2009          |
| 18 | 10 | Image       | Klaus Speidel        | 28 juin 2009        |
| 19 | 11 | Théâtre     | Daniel Mesguich      | 12 juillet 2009     |
| 20 | 12 | Actualité   | Ali Baddou           | 26 juillet 2009     |
| 21 | 13 | Enseigner   | Carole Diamant       | 30 août 2009        |
| 22 | 14 | Utopie      | Frédéric Rouvillois  | 27 septembre 2009   |
| 23 | 15 | Langage     | Philippe Schlenker   | 11 octobre 2009     |
| 24 | 16 | Intime      | Michaël Fœssel       | 25 octobre 2009     |
| 25 | 17 | Religion    | Antoine Fleyfel      | 1er novembre 2009   |
| 26 | 18 | Séparation  | Christophe Schaeffer | 22 novembre 2009    |
| 27 | 19 | Cinéma      | Élise Domenach       | 6 décembre 2009     |
| 28 | 20 | Joie        | Marion Richez        | 27 décembre 2009    |

### Saison 3: 2010
| N° | #  | Titre      | Invité(e)           | Diffusion originale |
| -- | -- | ---------- | ------------------- | ------------------- |
| 29 | 1  | Liberté    | Frédéric Worms      | 10 janvier 2010     |
| 30 | 2  | Culture    | Patrice Maniglier   | 24 janvier 2010     |
| 31 | 3  | Vie        | Jean Claude Ameisen | 7 février 2010      |
| 32 | 4  | Précarité  | Guillaume Le Blanc  | 21 février 2010     |
| 33 | 5  | Érotisme   | Olivia Gazalé       | 28 février 2010     |
| 34 | 6  | Don        | Andris Breitling    | 7 mars 2010         |
| 35 | 7  | Mensonge   | Anne Amiel          | 21 mars 2010        |
| 36 | 8  | Temps      | Élie During         | 4 avril 2010        |
| 37 | 9  | Technique  | Caterina Zanfit     | 18 avril 2010       |
| 38 | 10 | Esprit     | Julie Henry         | 2 mai 2010          |
| 39 | 11 | Hasard     | Baptiste Morizot    | 16 mai 2010         |
| 40 | 12 | Intuition  | Baptiste Morizot    | 30 mai 2010         |
| 41 | 13 | Ordinaire  | Adèle Van Reeth     | 13 juin 2010        |
| 42 | 14 | Angoisse   | Philippe Cabestan   | 5 septembre 2010    |
| 43 | 15 | Éthique    | Marie Gaille        | 19 septembre 2010   |
| 44 | 16 | Toucher    | Clara Da Silva      | 17 octobre 2010     |
| 45 | 17 | Dégoût     | Julia Peker         | 31 octobre 2010     |
| 46 | 18 | Jeu        | Colas Duflo         | 14 novembre 2010    |
| 47 | 19 | Égalité    | Jean-Fabien Spitz   | 28 novembre 2010    |
| 48 | 20 | Engagement | Judith Revel        | 12 décembre 2010    |

### Saison 4: 2011
| N° | #  | Titre                      | Invité(e)                | Diffusion originale |
| -- | -- | -------------------------- | ------------------------ | ------------------- |
| 49 | 1  | Apparence                  | Alexander Schnell        | 9 janvier 2011      |
| 50 | 2  | Désir                      | David Rabouin            | 23 janvier 2011     |
| 51 | 3  | Courage                    | Cynthia Fleury           | 13 février 2011     |
| 52 | 4  | République                 | Patrick Savidan          | 27 février 2011     |
| 53 | 5  | Humour                     | Robert Ziegler           | 13 mars 2011        |
| 54 | 6  | Terrorisme                 | Julien Cantegreil        | 27 mars 2011        |
| 55 | 7  | Altruisme                  | Matthieu Ricard          | 10 avril 2011       |
| 56 | 8  | Couleur                    | Claude Romano            | 17 avril 2011       |
| 57 | 9  | Animal                     | Élisabeth de Fontenay    | 24 avril 2011       |
| 58 | 10 | Nostalgie                  | Patrick Dandrey          | 15 mai 2011         |
| 59 | 11 | Art                        | Paul Clavier             | 22 mai 2011         |
| 60 | 12 | Dignité                    | Éric Fiat                | 29 mai 2011         |
| 61 | 13 | Descartes [Spéciale "Bac"] | Élodie Cassan            | 5 juin 2011         |
| 62 | 14 | Spinoza [Spéciale "Bac"]   | Julie Henry              | 12 juin 2011        |
| 63 | 15 | Différence                 | Mathieu Potte-Bonneville | 18 septembre 2011   |
| 64 | 16 | Espace                     | Pierre Zaoui             | 25 septembre 2011   |
| 65 | 17 | Universel                  | Caroline Fourest         | 2 octobre 2011      |
| 66 | 18 | Guerre                     | Monique Canto-Sperber    | 9 octobre 2011      |
| 67 | 19 | Confiance                  | Michela Marzano          | 16 octobre 2011     |
| 68 | 20 | Ironie                     | Vincent Delecroix        | 23 octobre 2011     |
| 69 | 21 | Homme Invisible            | Pierre Cassou-Noguès     | 13 novembre 2011    |
| 70 | 22 | Surf                       | Frédéric Schiffter       | 20 novembre 2011    |
| 71 | 23 | Origine                    | Étienne Klein            | 11 décembre 2011    |
| 72 | 24 | Dieu                       | Abdennour Bidar          | 18 décembre 2011    |

### Saison 5: 2012
| N°  | #  | Titre                                 | Invité(e)               | Diffusion originale |
| --- | -- | ------------------------------------- | ----------------------- | ------------------- |
| 73  | 1  | Machine                               | Frédéric Vengeon        | 8 janvier 2012      |
| 74  | 2  | Écologie                              | Catherine Larrère       | 16 janvier 2012     |
| 75  | 3  | Football                              | Ollivier Pourriol       | 22 janvier 2012     |
| 76  | 4  | Progrès                               | Pascal Chabot           | 29 janvier 2012     |
| 77  | 5  | Conversation                          | Ali Benmakhlouf         | 12 février 2012     |
| 78  | 6  | Émerveillement                        | Bertrand Vergely        | 19 février 2012     |
| 79  | 7  | Création                              | Yala Kisukidi           | 26 février 2012     |
| 80  | 8  | Représenter                           | Jacques Darriulat       | 4 mars 2012         |
| 81  | 9  | Laïcité                               | Jean-Claude Monod       | 11 mars 2012        |
| 82  | 10 | Mort [deuxième émission sur ce thème] | Pierre Dulau            | 18 mars 2012        |
| 83  | 11 | Censure                               | Thomas Schlesser        | 25 mars 2012        |
| 84  | 12 | Histoire                              | Nicolas Offenstadt      | 8 avril 2012        |
| 85  | 13 | Vulnérabilité                         | Guillaume le Blanc      | 15 avril 2012       |
| 86  | 14 | Cool                                  | Claude Habib            | 22 avril 2012       |
| 87  | 15 | Vieillesse                            | Pierre-Henri Tavoillot  | 29 avril 2012       |
| 88  | 16 | Torture                               | Michel Terestchenko     | 13 mai 2012         |
| 89  | 17 | Conspiration                          | Emmanuelle Danblon      | 20 mai 2012         |
| 90  | 18 | Mal                                   | Paul Clavier            | 27 mai 2012         |
| 91  | 19 | Soin                                  | Fabienne Brugère        | 3 juin 2012         |
| 92  | 20 | Vengeance                             | Michel Erman            | 10 juin 2012        |
| 93  | 21 | Gentillesse                           | Emmanuel Jaffelin       | 9 septembre 2012    |
| 94  | 22 | Rêve                                  | Emmanuel Jaffelin       | 16 septembre 2012   |
| 95  | 23 | Socrate                               | Dimitri El Murr         | 23 septembre 2012   |
| 96  | 24 | Politesse                             | Eric Fiat               | 30 septembre 2012   |
| 97  | 25 | Inconscient                           | Monique David-Ménard    | 7 octobre 2012      |
| 98  | 26 | Attente                               | Nicolas Grimaldi        | 14 octobre 2012     |
| 99  | 27 | Guérir                                | Frédéric Worms          | 21 octobre 2012     |
| 100 | 28 | Numéro 100                            | Paola Raiman (Lycéenne) | 28 octobre 2012     |
| 101 | 29 | Métamorphose                          | Patrick Dandrey         | 4 novembre 2012     |
| 102 | 30 | Bon Sentiments                        | Mériam Korichi          | 18 novembre 2012    |
| 103 | 31 | Rousseau                              | Raymond Trousson        | 25 novembre 2012    |
| 104 | 32 | Hypnose                               | François Roustang       | 2 décembre 2012     |
| 105 | 33 | Sexe                                  | André Comte-Sponville   | 9 décembre 2012     |
| 106 | 34 | Fin du Monde                          | Michäel Fœssel          | 16 décembre 2012    |

### Saison 6: 2013
| N°  | #  | Titre                                 | Invité(e)                 | Diffusion originale |
| --- | -- | ------------------------------------- | ------------------------- | ------------------- |
| 107 | 1  | Le Politique                          | Blandine Kriegel          | 6 janvier 2013      |
| 108 | 2  | Odeur                                 | Chantal Jaquet            | 13 janvier 2013     |
| 109 | 3  | Corrida                               | Francis Wolff             | 20 janvier 2013     |
| 110 | 4  | Égoïste                               | Élise Marrou              | 17 février 2013     |
| 111 | 5  | Changement                            | Camille Riquier           | 24 février 2013     |
| 112 | 6  | Rugby                                 | Abdennour Pierre Bidar    | 3 mars 2013         |
| 113 | 7  | Dette                                 | Corinne Enaudeau          | 24 mars 2013        |
| 114 | 8  | Violence                              | Marc Crépon               | 14 avril 2013       |
| 115 | 9  | Crise                                 | Myriam Revault D'Allonnes | 28 avril 2013       |
| 116 | 10 | Joie [deuxième émission sur ce thème] | Martin Steffens           | 5 mai 2013          |
| 117 | 11 | Chanter                               | Vincent Delecroix         | 12 mai 2013         |
| 118 | 12 | Éternité                              | Jacques Darriulat         | 2 juin 2013         |
| 119 | 13 | Matière                               | Jean Salem                | 9 juin 2013         |
| 120 | 14 | Possible                              | Yala Kisukidi             | 16 juin 2013        |
| 121 | 15 | Surhomme                              | Céline Denat              | 8 septembre 2013    |
| 122 | 16 | Virtuel                               | Arnaud Bouaniche          | 15 septembre 2013   |
| 123 | 17 | Montaigne                             | Jean-Yves Pouilloux       | 22 septembre 2013   |
| 124 | 18 | Valeur                                | Patrick Wotling           | 29 septembre 2013   |
| 125 | 19 | Art contemporain                      | Marc Jimenez              | 13 octobre 2013     |
| 126 | 20 | Bergson                               | Ioulia Podoroga           | 20 octobre 2013     |
| 127 | 21 | Race                                  | Magali Bessone            | 27 octobre 2013     |
| 128 | 22 | Indignation                           | Jean-François Mattéi      | 3 novembre 2013     |
| 129 | 23 | Nature                                | Michel Serres             | 17 novembre 2013    |
| 130 | 24 | Peuple                                | Frédéric Brahami          | 24 novembre 2013    |
| 131 | 25 | Meurtre                               | Corine Pelluchon          | 1er décembre 2013   |

### Saison 7: 2014
| N°  | #  | Titre                                   | Invité(e)                    | Diffusion originale |
| --- | -- | --------------------------------------- | ---------------------------- | ------------------- |
| 132 | 1  | Frontière                               | Solange Chavel               | 5 janvier 2014      |
| 133 | 2  | Proust                                  | Mauro Carbone                | 12 janvier 2014     |
| 134 | 3  | Europe                                  | Jean-Marc Ferry              | 26 janvier 2014     |
| 135 | 4  | Libéralisme                             | Catherine Audard             | 2 février 2014      |
| 136 | 5  | Planète Marx                            | Yvon Quiniou                 | 9 février 2014      |
| 137 | 6  | Maladie                                 | Claire Marin                 | 23 février 2014     |
| 138 | 7  | Animal [deuxième émission sur ce thème] | Étienne Bimbenet             | 2 mars 2014         |
| 139 | 8  | Diversité                               | Sophie Guérard de Latour     | 14 avril 2014       |
| 140 | 9  | Mal [deuxième émission sur ce thème]    | Olivier Dhilly               | 23 mars 2014        |
| 141 | 10 | Burn-out                                | Pascal Chabot                | 30 mars 2014        |
| 142 | 11 | Cosmopolitisme                          | Pierre Guenancia             | 6 avril 2014        |
| 143 | 12 | Mémoire                                 | Michel Malherbe (philosophe) | 20 avril 2014       |
| 144 | 13 | Sécurité                                | Michaël Fœssel               | 27 avril 2014       |
| 145 | 14 | Cyborg                                  | Jean-Michel Besnier          | 4 mai 2014          |
| 146 | 15 | Amour fou                               | Olivia Gazalé                | 1er juin 2014       |
| 147 | 16 | Victor Hugo                             | Jean Maurel                  | 8 juin 2014         |
| 148 | 17 | Jouissance                              | Adèle Van Reeth              | 7 septembre 2014    |
| 149 | 18 | Humanité                                | Francis Wolff                | 14 septembre 2014   |
| 150 | 19 | Habiter                                 | Thierry Paquot               | 21 septembre 2014   |
| 151 | 20 | Amour [deuxième émission sur ce thème]  | Luc Ferry                    | 12 octobre 2014     |
| 152 | 21 | Pudeur                                  | Delphine Horvilleur          | 19 octobre 2014     |
| 153 | 22 | Antiaméricanisme                        | Philippe Roger               | 26 octobre 2014     |
| 154 | 23 | Shakespeare                             | François Laroque             | 16 novembre 2014    |
| 155 | 24 | Beauté                                  | Charles Pépin                | 23 novembre 2014    |
| 156 | 25 | Euthanasie                              | Bernard-Marie Dupont         | 30 novembre 2014    |

### Saison 8: 2015
| N°  | #  | Titre                                                                                       | Invité(e)                | Diffusion originale |
| --- | -- | ------------------------------------------------------------------------------------------- | ------------------------ | ------------------- |
| 157 | 1  | Est-ce trahir le Coran que de l'interpréter?                                                | Souleymane Bachir Diagne | 11 janvier 2015     |
| 158 | 2  | En quoi la musique est-elle parlante ?                                                      | Bernard Sève             | 18 janvier 2015     |
| 159 | 3  | Comment échappe-t-on à son origine sociale ?                                                | Chantal Jaquet           | 25 janvier 2015     |
| 160 | 4  | Que gagne-t-on à perdre son temps ?                                                         | Pierre Cassou-Noguès     | 1er février 2015    |
| 161 | 5  | La galanterie est-elle un mépris déférent ? (La galanterie est-elle un machisme courtois ?) | Alain Finkielkraut       | 8 février 2015      |
| 162 | 6  | Rien ne sert-il de courir ?                                                                 | Guillaume Le Blanc       | 15 février 2015     |
| 163 | 7  | La technique fabrique-t-elle le regard ?                                                    | Stéphane Vial            | 22 février 2015     |
| 164 | 8  | Le sacré est-il un archaïsme ?                                                              | Régis Debray             | 12 avril 2015       |
| 165 | 9  | Management                                                                                  | Ghislain Deslandes       | 19 avril 2015       |
| 166 | 10 | Se marie-t-on pour le meilleur ou pour la vie ?                                             | Denis Moreau             | 26 avril 2015       |
| 167 | 11 | Pourquoi le bonheur est-il si triste ?                                                      | André Guigot             | 10 mai 2015         |
| 168 | 12 | Être ou ne pas être authentique ?                                                           | Philippe Cabestan        | 17 mai 2015         |
| 169 | 13 | L’improvisation est-elle une école de la nécessité ?                                        | Karol Beffa              | 24 mai 2015         |
| 170 | 14 | À quoi bon se révolter ?                                                                    | Marylin Maeso            | 31 mai 2015         |
| 171 | 15 | Trop de tolérance tue la tolérance ?                                                        | Marc-Antoine Dilhac      | 7 juin 2015         |
| 172 | 16 | Darwin est-il coupable d'avoir raison ?                                                     | Jean-Claude Ameisen      | 14 juin 2015        |
| 173 | 17 | La fourmi devrait-elle être prêteuse ?                                                      | Paul Clavier             | 6 septembre 2015    |
| 174 | 18 | Est-il absurde de désirer l'impossible ?                                                    |                          | 13 septembre 2015   |
| 175 | 19 | Comment éduquer ?                                                                           |                          | 20 septembre 2015   |
| 176 | 20 | Jésus-Christ, philosophe ?                                                                  |                          | 4 octobre 2015      |
| 177 | 21 | Est-ce une force de faire confiance ?                                                       |                          | 11 octobre 2015     |
| 178 | 22 | Gilles Deleuze : comment voyager sans bouger ?                                              |                          | 18 octobre 2015     |
| 179 | 23 | Roland Barthes, quelle est la saveur du savoir ?                                            |                          | 25 octobre 2015     |
| 180 | 24 | Peut-on transiger avec la transition énergétique ?                                          |                          | 1er novembre 2015   |

### Saison 9: 2016
| N°  | # | Titre                                                 | Invité(e)               | Diffusion originale |
| --- | - | ----------------------------------------------------- | ----------------------- | ------------------- |
| 181 | 1 | Peut-on dire que le dessin donne la vie ?             | Jacqueline Lichtenstein | 10 janvier 2016     |
| 182 | 2 | Quelle est la différence entre le bien et le mal ?    |                         | 17 janvier 2016     |
| 183 | 3 | Le sport permet-il de s'accomplir ou de se dépasser ? |                         | 24 janvier 2016     |
| 184 | 4 | En quoi la bande dessinée donne-t-elle à penser ?     |                         | 31 janvier 2016     |
| 185 | 5 | Que peut la raison ?                                  |                         | 14 février 2016     |
| 186 | 6 | Qu'est-ce qui peut nous rendre heureux ?              |                         | 21 février 2016     |
| 187 | 7 | Est-il raisonnable d'avoir peur ?                     |                         | 28 février 2016     |
| 188 | 8 | Toutes les cultures se valent-elles ?                 |                         | 20 mars 2016        |